# Francesco Querini
Francesco Querini (Venezia, 1320 ca. – Venezia, 30 giugno 1372) è stato un patriarca cattolico italiano.

## Biografia

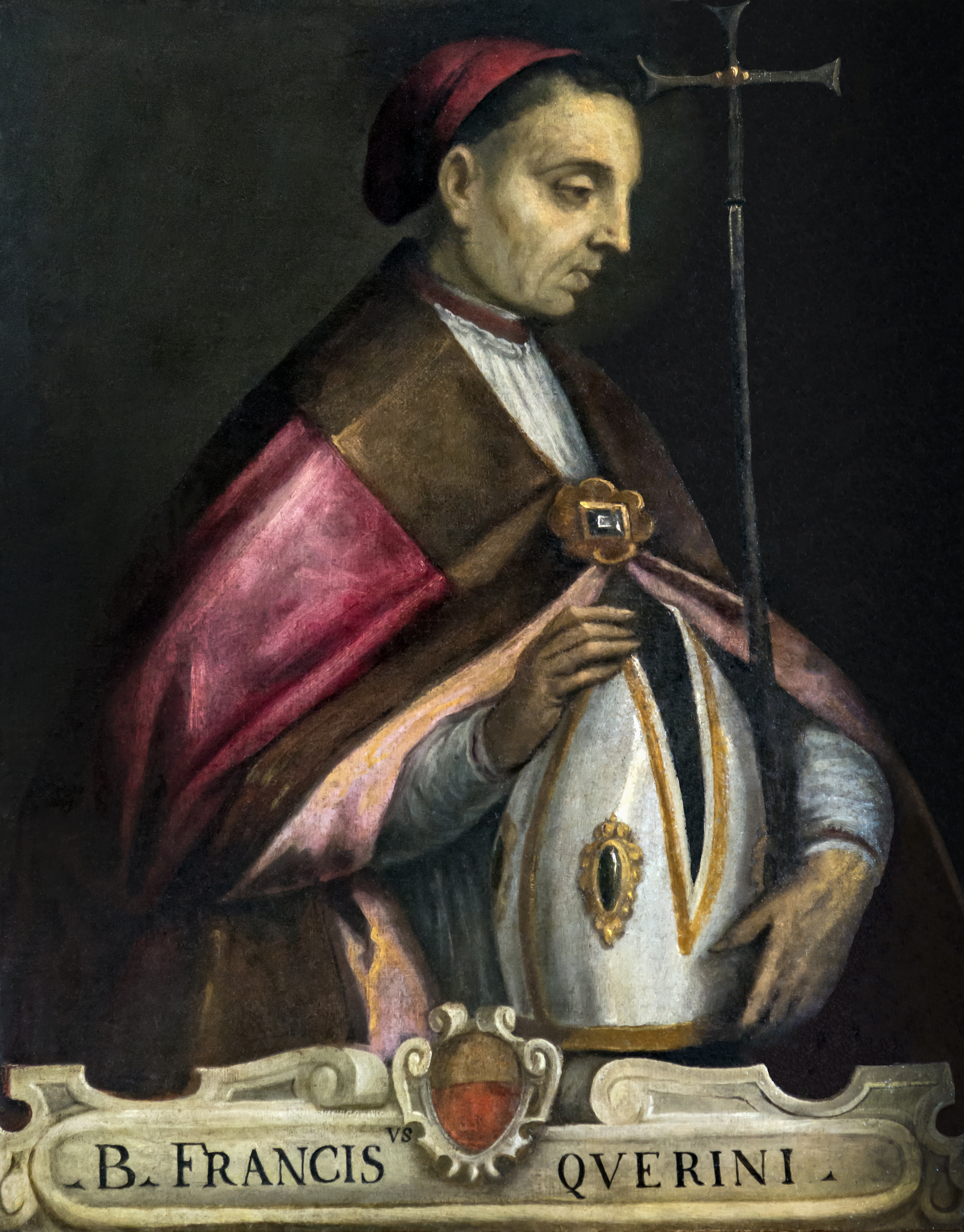
Francesco Querini, Chiesa della Madonna dell'Orto

Figlio di Donato, nacque dai patrizi Querini del ramo residente a Santa Maria Formosa. Avviato in giovane età alla carriera ecclesiastica, si formò presso la sua chiesa parrocchiale (che era collegiata e matrice), di cui divenne pievano nel 1340. Probabilmente, negli stessi anni ottenne la laurea in teologia, infatti nei documenti del suo tempo viene ricordato come magister in sacra pagina. Nel medesimo periodo aderì alla Scuola Grande di Santa Maria della Carità.
Divenuto ben presto noto per la pietà e lo zelo pastorale, il 30 marzo 1349 fu nominato da papa Clemente VI vescovo di Capodistria. Rimase in questa sede per un quindicennio, distinguendosi sin dagli inizi non solo per l'integrità e la rettitudine morale, ma anche per la fama di santità e miracoli. Ecco perché già nell'ottobre del 1349 fu raccomandato per la diocesi di Ceneda e nel 1351 per il prestigioso patriarcato di Grado.
Del suo governo si ricordano le risolute rivendicazioni circa i diritti e le giurisdizioni episcopali. Questa politica creò alcuni attriti con il podestà di Capodistria, tanto che lo stesso governo veneziano dovette mediare tra il vescovo e il governatore locale.
Forse fu proprio questo aspetto ad influire sulla sua elezione ad arcivescovo di Creta, il 5 luglio 1364. Si trattava di una sede in grave crisi, non solo a causa della difficile convivenza di cristiani di rito latino e greco, ma anche per il crescente risentimento nei confronti del governo veneziano. Nel 1363 era esplosa la cosiddetta rivolta di San Tito che, dopo un tentativo di mediazione, era stata soffocata nel sangue.
Il Querini, tuttavia, trascorse a Creta un tempo troppo breve per poter calarsi nella difficile realtà locale. Inoltre, negli ultimi mesi del suo mandato visse a Roma, dove Urbano V aveva tentato di reinsediare il papato nel 1367.
Frattanto, morto il patriarca di Grado Orso Dolfin, nel dicembre 1367 il Senato veneziano volle inserirlo nel ballottaggio per la successione assieme al primicerio di San Marco Giovanni Loredan. Per il Querini fu un successo e il 22 dicembre successivo venne ufficialmente nominato alla cattedra da Urbano V. Prese possesso della diocesi nel marzo 1368, stabilendosi nel palazzo patriarcale a San Silvestro (sin dal 1156 l'antica sede di Grado era stata abbandonata per la sua decadenza).
Durante quest'ultimo periodo la sua notorietà si rafforzò. Nel 1368, quale giudice apostolico, dirimette alcune vertenze tra il clero di Murano e i monasteri femminili dell'isola, ottenendo perfino l'apprezzamento della Curia romana. Proprio riguardo al monachesimo femminile, si impegnò a dargli nuovo vigore appoggiando, tra l'altro, la fondazione del convento del Corpus Domini da parte della badessa dei Santi Filippo e Giacomo di Ammiana (1375). Anche negli ambienti politici continuava a godere di grande stima, tanto che nel settembre del 1368 il Senato lo propose al cardinalato.
Ciò che più contribuì alla sua popolarità fu però la guarigione miracolosa di un indemoniato, avvenuta nel 1370. Secondo le agiografie, il Querini, chiamato dalla famiglia dell'ossesso, ostentò davanti a quest'ultimo la reliquia della Croce donata l'anno precedente da Philippe de Mézières alla Scuola Grande di San Giovanni Evangelista, ottenendone l'immediata guarigione. L'evento destò grande ammirazione in tutta la città, rimanendo a lungo nella memoria collettiva. Nel 1494 fu immortalato nel Miracolo della Croce a Rialto, telero di Vittore Carpaccio destinato alla sala grande della confraternita.
Alla sua morte fu inumato nella cappella di famiglia, nella chiesa dei Frari. Ad appena un mese di distanza, il Senato inviò un ambasciatore ad Avignone per chiedere a papa Gregorio XI di avviare il processo di canonizzazione. La missione non ebbe successo, ma ciò non impedì alla Serenissima di inserire il Querini nel calendario liturgico cittadino (il 1º luglio), anche per contrapporsi all'ascesa del culto di Bertrando di San Genesio, patriarca della sede rivale di Aquileia.